# Karl-Heinz Stoll (Anglist)
Karl-Heinz Stoll (* 1. Oktober 1942 in Neunkirchen) ist ein deutscher Sprach- und Übersetzungswissenschaftler, Anglist und Literaturwissenschaftler, der als Universitätsprofessor im Ruhestand am Fachbereich Translations-, Sprach- und Kulturwissenschaft der Johannes Gutenberg-Universität Mainz in Germersheim lehrt.

## Leben
Nach einem Studium der Anglistik, Amerikanistik und Germanistik an den Universitäten Saarbrücken, London und Bristol 1961–1967 legte er sein Staatsexamen in Englisch und Deutsch an der Universität Saarbrücken ab. Darauf folgte eine zweijährige Lehrtätigkeit als Visiting Instructor und Assistant Professor am Loras College, Iowa und der Youngstown State University, Ohio, an die sich 1970 die Promotion mit dem Dissertationsthema Die Charakterisierungsmittel in Theodore Dreisers Romanen „Sister Carrie“, „Jennie Gerhardt“ und „An American Tragedy“ zum Dr. phil. in Amerikanistik an der Universität Saarbrücken anschloss. Danach arbeitete er, unterbrochen von einer Gastprofessur 1971 an der Youngstown State University, am Fachbereich Translations-, Sprach- und Kulturwissenschaft (bis 1992 Fachbereich Angewandte Sprachwissenschaft; bis 2009 Fachbereich Angewandte Sprach- und Kulturwissenschaft) der Johannes Gutenberg-Universität Mainz in Germersheim als wissenschaftlicher Assistent und Assistenzprofessor, worauf 1975 die Habilitation mit der Schrift Harold Pinter. Ein Beitrag zur Typologie des neuen englischen Dramas und Verleihung der Venia Legendi für Englische Philologie folgten. 1978 wurde Karl-Heinz Stoll zum Professor auf Lebenszeit an der Universität Mainz berufen. Neben seiner Tätigkeit an der Universität Mainz war er 1980 Fulbright-Professor an der University of North Carolina, 1983 Gastprofessor am Institut für Übersetzen und Dolmetschen (IÜD) der Universität Heidelberg und nahm 2003 eine Gastprofessur an der Stellenbosch University und 2007 an der University of Auckland wahr. 2009 betätigte er sich als Evaluator an den Universitäten in Tartu und Tallinn. Schwerpunkte von Forschung und Lehre Karl-Heinz Stolls sind englische Sprach- und Übersetzungswissenschaft, die Übersetzerausbildung, anglophone afrikanische Literatur und zeitgenössisches englisches Theater.

## Ämter
- 1981–83, 1987–89, 2008 Prodekan des FASK der Universität Mainz in Germersheim
- 1983, 1985–87, 1995–97, 2006–2008 Dekan des FASK der Universität Mainz in Germersheim
- 1984–86, 2006–2008 Senator der Universität Mainz

## Publikationen (Auswahl)
- Die Charakterisierungsmittel in Theodore Dreisers Romanen Sister Carrie, Jennie Gerhardt und An American Tragedy. Saarbrücken 1970
- The new British drama. A bibliography with particular reference to Arden, Bond, Osborne, Pinter, Wesker. Lang, Bern 1975
- Harold Pinter. Ein Beitrag zur Typologie des neuen englischen Dramas. Bagel, Düsseldorf 1977
- mit Horst W. Drescher, Rüdiger Ahrens: Lexikon der englischen Literatur (= Kröners Taschenausgabe. Band 465). Kröner, Stuttgart 1979, ISBN 3-520-46501-9.
- Postmoderner Feminismus. Caryl Churchills Dramen. Lang, Frankfurt am Main 1995
- Die Interkulturalität afrikanischer Literatur: Chinua Achebe, Cyprian Ekwensi, Ngũgĩ wa Thiong'o, Wole Soyinka. Lit, Münster 2003
- Herausgeber des Jubiläumsbandes 50 Jahre FASK – Geschichte und Geschichten. Universität Mainz, Germersheim 1996